# John Laband
John Laband (Johannesburg, 18 marzo 1947 – Greyton, 5 agosto 2025) è stato uno storico e scrittore sudafricano, specializzato nelle guerre anglo-zulu e anglo-boere.

## Biografia
Insegnò storia per 42 anni in molte università sudafricane, inglesi e canadesi. Pubblicò numerosi libri sulle guerre dell'Africa australe, specialmente la guerra anglo-zulu del 1879. John Paul Clow Laband fu anche professore emerito e titolare della cattedra di storia dell'Università Wilfrid Laurier in Canada, nonché membro a vita del Clare Hall dell'Università di Cambridge in Inghilterra.

## Opere (non esaustivo)
- (EN)  Fight Us In The Open; The Anglo-Zulu War Through Zulu Eyes, Pietermaritzburg, 1985
- (EN)  Kingdom in Crisis: The Zulu Response to the British Invasion of 1879, 1992[6]
- (EN)  Isandlwana, KwaZulu Monuments Council series, 1992
- (EN)  Lord Chelmsford's Zululand Campaign 1878-1879, Army Records Society, 1994
- (EN)  Rope of Sand: The Rise and Fall of the Zulu Kingdom in the Nineteenth Century, 1995, Jonathan Ball Publishers SA, ISBN 9781868420230
- (EN)  The Illustrated Guide to the Anglo-Zulu War, 2000, with Paul Thompson, University of KwaZulu-Natal Press, ISBN 9781869140557
- (EN)  The Atlas of the Later Zulu Wars, 1883-1888, 2001, University of KwaZulu-Natal Press, ISBN 9780869809983
- (EN)  The Transvaal Rebellion: The First Boer War 1880-1881, Taylor & Francis Ltd, ISBN 9781138154209
- (EN)  The Battle of Majuba Hill: The Transvaal Campaign, 1880-1881, Helion & Company, ISBN 9781911512387
- (EN)  Daily Lives Of Civilians In Wartime Africa, 2007, ISBN 9780313335402
- (EN)  Historical Dictionary of the Zulu Wars, Scarecrow Press, ISBN 9780810860780
- (EN)  Zulu Warriors: The Battle for the South African Frontier, Yale University Press, ISBN 9780300209198
- (EN)  The assassination of King Shaka, Jonathan Ball Publishers SA, ISBN 9781868428076
- (EN)  Zulu Identities: Being Zulu, Past and Present, with Benedict Carton and Jabulani Sithole, C Hurst & Co Publishers Ltd, ISBN 9781850659082
- (EN)  The eight Zulu kings: From Shaka to Goodwill Zwelithini, Jonathan Ball Publishers SA, ISBN 9781868428380
- (EN)  The Fall of Rorke's Drift: An Alternate History of the Anglo-Zulu War of 1879, Greenhill Books, ISBN 9781784383732
- (EN)  Bringers of War, Pen & Sword Books Ltd, ISBN 9781848326583
- (EN)  The A to Z of the Zulu Wars, Scarecrow Press, ISBN 9780810876316
- (EN) Timothy J. Stapleton e John Laband, Encyclopedia of African Colonial Conflicts [2 volumes], Santa Barbara, California, ABC-CLIO, 2016.

## Riferimenti nella letteratura
- John Gooch, The Boer War: Direction, Experience, and Image, University of Leeds, p.107-126, 2000
- Adrian Greaves, The Tribe That Washed Its Spears: The Zulus at War, Pen & Sword Military, 2013
- Harold E. Raugh, Jr., Anglo-Zulu War, 1879: A Selected Bibliography, Scarecrow Press, 2011
- Stephen M. Miller, Soldiers and Settlers in Africa: 1850 - 1918, 2009
- Keith Smith, Dead Was Everything: Studies in the Anglo-Zulu War, Frontline Books, 2014